# European Assembly Elections Act 1978
Lire en ligne

Texte de la loi tel qu'il a été adopté à l'origine

European Parliamentary Elections Act 1993
Le European Assembly Elections Act 1978 (c.10), également connu sous le nom de European Parliamentary Elections Act 1978, est une loi du Parlement du Royaume-Uni qui prévoit la tenue d’élections de représentants du Royaume-Uni à l'Assemblée européenne. Elle a prévu l’élection de 81 "représentants à l’Assemblée" (qui deviendront plus tard membre du Parlement européen (MPE) à l’Assemblée européenne avec 66 membres élus d’Angleterre, 8 d’Écosse, 4 du pays de Galles utilisant le scrutin uninominal majoritaire à un tour dans 78 circonscriptions et 3 d’Irlande du Nord utilisant le vote unique transférable dans une seule circonscription. La loi empêchait également toute augmentation des pouvoirs de l’Assemblée à moins qu’elle ne soit approuvée par une autre loi du Parlement. Les premières élections ont eu lieu le jeudi 7 juin 1979.